# 謝君豪
謝 君豪（ツェー・クワンホウ、1963年 - ）は香港の俳優。五育中学を卒業した後公立病院で看護師として働きながら舞台で演劇を行う。『南海十三郎』の主演をつとめ、同名の映画版が金馬奨に選ばれる。現在はテレビドラマにも出演している。

## 作品

### 舞台劇
- 南海十三郎
- 窈窕淑女
- 我和春天有個約会
- 人間有情
- 上海之夜
- 梁祝
- 剣雪浮生
- 七十二家房客
- 李尓王
- 紅房間 , 白房間 , 黑房間
- Miss 杜十娘
- 非関男女
- 明月明年何処看
- 仲夏夜之夢
- 新傾城之恋
- 還魂香
- 煙雨紅船
- 螳螂捕蝉

### テレビドラマ(無線テレビ)
- 下一站彩虹 飾 尤力

### テレビドラマ(その他)
- 長恨歌
- 仙剣奇侠伝
- 天外飛仙
- 月に咲く花の如く（2017年）
- 三国志 Secret of Three Kingdoms（2018年）
- 王昭令（2021年）

### 映画
- 金玉満堂/決戦!炎の料理人 金玉満堂（1995年）
- 南海十三郎（1997年）
- 憑 TSUKI（1997年）
- 千言萬語（中国語版）（1999年）
- 天作之盒（2004年）
- 姐御 ANEGO 阿嫂（2005年）
- 全力スマッシュ 全力扣殺（2015年）
- バーニング・ダウン 爆発都市 拆彈專家2（2020年）
- 香港の流れ者たち 濁水漂流（2021年）
- 未来戦記 明日戰記（2022年）（Netflix配信）
- 香港ファミリー（中国語版） 過時·過節（2023年）（第18回大阪アジアン映画祭で上映)
- 毒舌大狀（2023年）
- 風再起時（2023年）
- 飯戲攻心2（2024年）